# 重庆日报
《重庆日报》是一份中国重庆市的地区日报，创刊于1952年8月5日，在原《大公报》（重庆）的基础上创刊，属于中国共产党重庆市委机关的官方报章。该报由邓小平题写报名，并题写了“发展生产、交流城乡，是城市工作的中心任务”的贺词。
2001年10月18日，重庆日报报业集团成立，並且创刊於1989年的红岩春秋由該報業集團主管主办。2018年，报纸入选2017年全国百强报纸推荐名单。